# アフリカ社会主義
アフリカ社会主義（アフリカしゃかいしゅぎ）は、古典的な社会主義とは異なり、伝統的なアフリカの流儀で経済資源を共有するという思想。1950年代と1960年代の多くのアフリカの政治家は、その用語の解釈は一様でなかったにせよ、アフリカ社会主義に対する支持を表明していた。アフリカ社会主義を支持した代表的な政治家として、タンザニアの初代大統領ジュリウス・ニエレレ、ガーナの初代大統領クワメ・エンクルマ、マリ共和国の初代大統領モディボ・ケイタらが挙げられる。

## 概要
1960年代に多くのアフリカ諸国が植民地支配から独立した後、アフリカの指導者たちは、かつての宗主国と同じ資本主義というシステムを使用し続けるならば、ヨーロッパ人に対する勝利を主張できないと考えた。西洋的な価値に迎合せず、アフリカ中心的な経済モデルを作ろうという動きが生まれ、この時期の指導者たちが「アフリカ社会主義」という言葉を使いはじめた。
同時に、アフリカ社会主義の主唱者は、それが資本主義に対する単なる反動ではないと主張した。国家主義者達はそれが完全にアフリカ的であると主張し、反資本主義よりさらに強かったアフリカ人のアイデンティティに訴えた。
また支持者の大多数は、アフリカが経済発展において、資本主義国家と公正に争うのは、あまりに非現実的であると考えていた。一部の識者からは、競争的資本主義体制が提供しえない一体感に訴えたり、アフリカの開発は限りある資源を浪費する事や、将来の階級闘争を避けるために計画されなければならない、といった主張も聞かれた。
アフリカのアイデンティティと社会主義は、しばしば絡み合っていた。一部のリーダーは、アフリカが常に“社会主義的”で、アフリカ人を統一する文化的な要素として社会主義に訴えたと主張した。これは決して、彼らが訴えたアフリカのアイデンティティの唯一の形ではなかったのだが、社会主義とアフリカのアイデンティティの組合せは、帝国の体制の時代を終える事に二重に効果的だった。社会革命は、社会主義と手に手をとった様になった。
しかし、アフリカ社会主義のプログラムの後の大部分の体制は、自足・繁栄・平等といった公約を果たす事が出来ず、その結果、多くの民衆はアフリカ社会主義に幻滅する事となった。

## 考え方
アフリカ社会主義にはさまざまなバージョンがあるが、共通する原則としては、大きな公共部門が主導する社会発展、アフリカ人としてのアイデンティティを包含すること、社会のなかに階級を作らないことなどが挙げられる。セネガルの初代大統領レオポール・セダール・サンゴールによれば、部族的共同体というアフリカの社会的背景は自然に社会主義につながるが、同時にこの社会的背景は階級闘争の理論の妥当性を否定するものである。したがってアフリカ社会主義は、マルクス主義やヨーロッパの社会主義とは必然的に異なるものになるとされた。
アフリカ社会主義は、ガーナ、ギニア、セネガル、タンザニアといった国々で経済発展の重要なモデルとなった。国によって方針に違いはあったが、一定の共通した流れも見えてきた。この流れとは政治的・経済的自治、自立、ビジネスおよび行政のアフリカ化、汎アフリカ主義、そして大国に組しない非同盟主義である。

## 著名なアフリカ社会主義者
- ジュリウス・ニエレレ
- ロバート・ムガベ
- アミルカル・カブラル
- サモラ・マシェル
- ネルソン・マンデラ
- タボ・ムベキ
- アルバート・ルツーリ
- サム・ヌジョマ
- トーマス・サンカラ
- レオポール・セダール・サンゴール
- セク・トゥーレ

社会主義者を公言するリーダーの中でも、アゴスティニョ・ネトやクワメ・エンクルマ、メンギスツ・ハイレ・マリアム、モハメド・シアド・バーレ等は、各々の国の土着というより、もっとソ連を指向した国家体制を創り上げる事を考えた。

## アフリカ社会主義に基づく組織
アフリカ社会主義と同一視される最も顕著な組織は、アパルトヘイト体制下の南アフリカ共和国における黒人解放運動であった。これら運動の中でも最大の組織は、人種平等を訴えるアフリカ民族会議（ANC）と、“アフリカ人の為のアフリカ”を訴える汎アフリカ主義者会議（PAC）で、アパルトヘイトの撤廃により、ANCは南アフリカの主要な政党となった。